# Sluncová
Sluncová (označovaná také jako zámeček Sluncová) je název usedlosti nacházející se v pražské městské části Karlín na adrese U Sluncové 10/64. Je chráněna jako součást kulturní památky České republiky.

## Historie
Sluncová je jako viniční usedlost doložena už v polovině 17. století, kdy pozemek vlastnil primátor Nového Města pražského Josef Slunec. Po roce 1682 od něj vinici s barokní usedlostí odkoupil primátor Starého Města pražského Jan Jiří Reischmann z Rieschenberka. Po jeho smrti připadl majetek vdově Juditě, rozené Globicové z Bučina.
V roce 1714 Sluncovou vlastnila Anna Reischmannová, v roce 1762 usedlost s vinicí patřila rodině Voříkovských z Kunratic. Poté Sluncová rychle střídala majitele. Na konci 18. století byla u zámečku vystavěna grotta s kaplí. Okolo roku 1800 byla usedlost přestavěna na klasicistní letohrádek, který roce 1870 koupil továrník Julius Haine (odtud další název zámeček – Hajnovka).
Po druhé světové válce objekt chátral, v 60. letech byla zvažována jeho demolice. Od roku 1964 je památkově chráněný. V letech 1978–82 Sluncovou rekonstruoval architekt Dejmal jako školící středisko ČKD. Reprezentačním a školícím účelům slouží dodnes.
Zámeček od 90. let vlastnila společnost ČKD PRAHA DIZ, a.s., kterou postupně ovládl podnikatel Petr Speychal. V roce 2009 byl zámeček vyčleněn do samostatné společnosti ZÁMEČEK SLUNCOVÁ, s.r.o., jejímž jediným vlastníkem je ČKD PRAHA DIZ. Když se vlastník dostal v roce 2016 do ekonomických problémů, Speychal se zámeček pokusil převést na svou panamskou firmu, policie však převod zhatila.
Zámeček je součástí kulturní památky Zámeček Sluncová, která zahrnuje i další objekty v areálu někdejší usedlosti, mj. ojedinělou stavbou stavbou ve svahu, v jejímž přízemí je grotta a patře kaple. Zámeček je dobrém stavu a je od areálu oddělen plotem, pozemky a objekty v areálu mají různé vlastníky. Některé objekty (mj. grotta s kaplí) jsou v havarijním stavu a jsou vedeny v seznamu ohrožených kulturních památek.
Nedaleko se nachází železniční odbočka Sluncová a estakáda Sluncová, která tvoří součást Nového spojení Železničního uzlu Praha.